# Lista de prefeitos de São José dos Campos
Esta é uma lista completa dos prefeitos do município paulista de São José dos Campos, inclusive os que ocuparam o cargo interinamente.
O cargo de prefeito foi criado em 11 de abril de 1835, pela assembleia provincial paulista, em reação aos amplos poderes conferidos pelo Código de Processo Criminal de 1832 às câmaras municipais. Seguiram o exemplo paulista seis províncias do nordeste brasileiro (Alagoas, Ceará, Maranhão, Paraíba, Pernambuco e Sergipe).
Sob a vigente ordem constitucional, essa designação é dada ao funcionário público do Poder Executivo municipal, que exerce seu cargo em função de uma legislatura (mandato), sendo para tanto eleito a cada quatro anos, podendo ser reeleito por mais 4 anos (segundo mandato).
Funções
O poder executivo municipal chefia a administração e comanda os serviços públicos, tendo como comandante o prefeito.
A partir da constituição brasileira de 1934, o cargo de prefeito passou a ser o único, em todo o Brasil, ao qual estão atribuídas as funções de chefe do poder executivo do governo local, em simetria aos chefes dos executivos da União e do estado, portanto, em forma monocrática. Este texto quer dizer que deverá haver harmonia e integração de ação entre as esferas envolvidas sem a intervenção de uma na outra, exceto nos casos previstos na Constituição Federal.
Eleições
O prefeito é eleito por sufrágio universal, secreto, direto, em pleito simultâneo em todo o País, realizado a cada quatro anos, no primeiro domingo de outubro.
E trinta dias após tem lugar o segundo turno, se o eleito em primeiro lugar não atingir 50% dos votos válidos mais um voto, no caso de municípios com mais de duzentos mil eleitores.
Conforme a legislação eleitoral atual no Brasil para tornar-se elegível, exige-se uma série de requisitos;
- Possuir nacionalidade brasileira ou portuguesa (neste caso, o cidadão português deve se encontrar amparado pelo Estatuto de Igualdade entre Portugueses e Brasileiros),
- Título de eleitor em dia e estar em gozo pleno do exercício dos direitos políticos,
- Domicilio eleitoral na circunscrição na qual o candidato se apresenta,
- Filiação partidária,
- Ser alfabetizado (tópico invalidado pela atual constituição brasileira de 1988),
- Desincompatibilização de cargo público — Se ocupa um cargo público deve sair seis meses antes das eleições e voltar caso possa só após seis meses ao pleito eleitoral,
- Renúncia de outro mandado até seis meses antes do pleito e não ser parente afim ou consangüíneo, até segundo grau, ou cônjuge de titular de cargo eletivo; pode, entretanto, ser candidato à reeleição (artigo 14 da Constituição),
- Ter idade mínima de 21 anos.

| Nº | Nome                                | Partido         | Mandato                                       | Observações                                                                                |
| 1  | Tomé Alves Alvarenga                |                 | 1798 a 1805                                   | Primeiro Prefeito.                                                                         |
| 2  | Joaquim Antônio Cabral              |                 | 1806 a 1817                                   |                                                                                            |
| 3  | Angelo da Cruz Lima                 |                 | 1818 a 1820                                   |                                                                                            |
| 4  | Bernardino de Sene                  |                 | 1820 a 1821                                   |                                                                                            |
| 5  | João Ramos Cardoso                  |                 | 1821 a 1822                                   |                                                                                            |
| 6  | Joaquim Mariano de Oliveira         |                 | 1823                                          |                                                                                            |
| 7  | Antônio Ferreira de Alvarenga       |                 | 1824 a 1827                                   |                                                                                            |
| 8  | Joaquim de Paula Ferreira           |                 | 1828 a 1833                                   |                                                                                            |
| 9  | Manoel Joaquim de Andrade           |                 | 1834 a 1838                                   |                                                                                            |
| 10 | Francisco Alves Fagundes            |                 | 1889                                          | Governo Provisório.                                                                        |
| 11 | Francisco Oliveira Lima             |                 | 1890 a 1893                                   | Cons. Int. 1890/1893 (Intendência).                                                        |
| 12 | Antônio Clemente de Moraes          |                 | 1894 a 1896                                   |                                                                                            |
| 13 | Joaquim Silvério dos Reis Neves     |                 | 1896 a 1898                                   |                                                                                            |
| 14 | Francisco Luiz de Andrade e Almada  |                 | 1899                                          |                                                                                            |
| 15 | José Ferreira Franco                |                 | 1900 a 1901                                   |                                                                                            |
| 16 | Francisco de Paula Elias            |                 | 1902 a 1905                                   |                                                                                            |
| 17 | José Monteiro Ferreira              |                 | 1905                                          |                                                                                            |
| 18 | José Domingues de Vasconcelos       |                 | 1906 a 1908                                   |                                                                                            |
| 19 | João Alves da Silva Cursino         |                 | 1908 a 1910                                   |                                                                                            |
| 20 | José Francisco Machado Sidney       |                 | 1909                                          | Vice em exercício em 1909.                                                                 |
| 21 | Benedito Fernandes César Leite      |                 | 1911 a 1912                                   |                                                                                            |
| 22 | João Alves da Silva Cursino         |                 | 1913 a 1917                                   |                                                                                            |
| 23 | João Alves da Silva Cursino         |                 | 1918 a 1930                                   |                                                                                            |
| 24 | Rui Rodrigues Dória                 |                 | 1930                                          | Junta Governativa.                                                                         |
| 25 | Antônio Cerdeira                    |                 | 1930                                          | Junta Governativa.                                                                         |
| 26 | Austin Tibiriça                     |                 | 1930                                          | Junta Governativa.                                                                         |
| 27 | Rui Rodrigues Dória                 |                 | 1931                                          | Interventor.                                                                               |
| 28 | José Domingues de Vasconcelos       |                 | 1932 a 1933                                   |                                                                                            |
| 29 | Rodolfo dos Santos Mascarenhas      |                 | 1933 a 1934                                   |                                                                                            |
| 30 | Leovigildo Trindade                 |                 | 1935 a 1937                                   | Prefeito Sanitário.                                                                        |
| 31 | Edgard Melo Matos de Castro         |                 | 1937                                          | Prefeito Sanitário.                                                                        |
| 32 | Francisco José Longo                |                 | 1938 a 1941                                   | Prefeito Sanitário - Interventor.                                                          |
| 33 | Pedro Popini Mascarenhas            |                 | 1942 a 1947                                   | Prefeito Sanitário - Interventor.                                                          |
| 34 | Otávio Del Nero                     |                 | 1947                                          | Prefeito Sanitário.                                                                        |
| 35 | Paulino Blair                       |                 | 1947                                          | Interino.                                                                                  |
| 36 | Antenor Nascimento Filho            |                 | 1947 a 1949                                   | Prefeito Sanitário.                                                                        |
| 37 | José Vieira de Macedo               |                 | 1949                                          | Prefeito Sanitário.                                                                        |
| 38 | Elmano Ferreira Veloso              |                 | 1949 a 1950                                   | Prefeito Sanitário.                                                                        |
| 39 | Tertuliano Delfim Júnior            |                 | 1950                                          | Prefeito Sanitário.                                                                        |
| 40 | Jorge Zarur                         |                 | 1950                                          | Prefeito Sanitário.                                                                        |
| 41 | Pedro Sinisgalli                    |                 | 1951                                          | Interino.                                                                                  |
| 42 | Benoit de Almeida Victoretti        |                 | 1951 a 1954                                   | Prefeito Sanitário.                                                                        |
| 43 | Orlando Campos                      |                 | 1954 a 1957                                   | Prefeito Sanitário.                                                                        |
| 44 | Donato Mascarenhas Filho            |                 | 1958                                          | Nomeado.                                                                                   |
| 45 | Elmano Ferreira Veloso              |                 | 1959 a 1962                                   |                                                                                            |
| 46 | José Marcondes Pereira              |                 | 1962 a 1966                                   |                                                                                            |
| 47 | José Ferze Tau                      |                 | 1966                                          | Presidente da Câmara Municipal.                                                            |
| 48 | Elmano Ferreira Veloso              |                 | 1966 a 1970                                   |                                                                                            |
| 49 | Sérgio Sobral de Oliveira           |                 | 1970 a 1975                                   | Nomeado.                                                                                   |
| 50 | Ednardo José de Paula Santos        |                 | 1975 a 1978                                   | Nomeado.                                                                                   |
| 51 | Joaquim Vicente Ferreira Bevilacqua |                 | 1978 a 1982                                   |                                                                                            |
| 52 | José Luiz Carvalho de Almeida       |                 | 1982 a 1983                                   | Presidente da Câmara Municipal.                                                            |
| 53 | Robson Riedel Marinho               |                 | 1983 a 1986                                   |                                                                                            |
| 54 | Hélio Augusto de Souza              |                 | 1986                                          | Vice-Prefeito.                                                                             |
| 55 | Antônio José Mendes Faria           |                 | 1986 a 1988                                   | Presidente da Câmara Municipal.                                                            |
| 56 | Joaquim Vicente Ferreira Bevilacqua |                 | 1989 a 1990                                   | Mandato era até 1992. Renunciou para ser secretário estadual do Trabalho e da Ação Social. |
| 57 | Pedro Yves Simão                    | PTB             | 15 de março de 1990 a 31 de dezembro de 1992  | Vice-Prefeito.                                                                             |
| 58 | Angela Guadagnin                    | PT              | 1 de janeiro de 1993 a 31 de dezembro de 1996 |                                                                                            |
| 59 | Emanuel Fernandes                   | PSDB            | 1 de janeiro de 1997 a 31 de dezembro de 2000 |                                                                                            |
| 59 | Emanuel Fernandes                   | PSDB            | 1 de janeiro de 2001 a 31 de dezembro de 2004 |                                                                                            |
| 60 | Eduardo Cury                        | PSDB            | 1 de janeiro de 2005 a 31 de dezembro de 2008 |                                                                                            |
| 60 | Eduardo Cury                        | PSDB            | 1 de janeiro 2009 a 31 de dezembro de 2012    |                                                                                            |
| 61 | Carlinhos Almeida                   | PT              | 1 de janeiro 2013 a 31 de dezembro de 2016    |                                                                                            |
| 62 | Felicio Ramuth                      | PSDB (Até 2022) | 1 de janeiro 2017 até 31 de dezembro de 2020  |                                                                                            |
| 62 | Felicio Ramuth                      | PSD             | 1 de janeiro 2021 até 31 de março 2022        | Renunciou para candidatar-se ao governo do Estado de São Paulo.                            |
| 63 | Anderson Farias                     | PSD             | 1 de abril 2022 até 31 de dezembro de 2024    | Assumiu o cargo de prefeito após a renúncia de Ramuth.                                     |
| 63 | Anderson Farias                     | PSD             | 1 de janeiro de 2025 - Atual                  |                                                                                            |